# Курметура (Долж)
Курметура (рум. Curmătura) — село у повіті Долж в Румунії. Входить до складу комуни Джурджица.
Село розташоване на відстані 201 км на захід від Бухареста, 37 км на південний захід від Крайови.

## Населення
За даними перепису населення 2002 року у селі проживали 639 осіб, з них 635 осіб (99,4%) румунів. Рідною мовою 635 осіб (99,4%) назвали румунську.